# Black & Blue
Black & Blue är det fjärde studioalbumet av den amerikanske popgruppen Backstreet Boys och utkom år 2000. Många av låtarna på albumet producerades i Sverige tillsammans med bland andra Cheiron, Lisa Miskovsky, Kristian Lundin och Andreas Carlsson.

## Låtlista
| Nr  | Titel                                | Kompositör                                                   | Producenter                  | Längd |
| --- | ------------------------------------ | ------------------------------------------------------------ | ---------------------------- | ----- |
| 1.  | The Call                             | Max Martin, Rami Yacoub                                      | Martin, Yacoub               | 3:24  |
| 2.  | Shape of My Heart                    | Martin, Lisa Miskovsky, Yacoub                               | Martin, Yacoub               | 3:50  |
| 3.  | Get Another Boyfriend                | Martin, Yacoub                                               | Martin, Yacoub               | 3:06  |
| 4.  | Shining Star                         | Nick Carter, Dorough, Jernberg, Winnberg                     | Rodney Jerkins               | 3:23  |
| 5.  | I Promise You (With Everything I Am) | Dan Hill                                                     | Timmy Allen; Veit Renn       | 4:22  |
| 6.  | The Answer to Our Life               | Carter, Dorough, Brian Littrell, AJ McLean, Kevin Richardson | Per Magnusson, David Kreuger | 3:17  |
| 7.  | Everyone                             | Kristian Lundin, Andreas Carlsson                            | Lundin                       | 3:30  |
| 8.  | More than That                       | Anders, Jernberg, Winnberg                                   | Francis & LePont             | 3:44  |
| 9.  | Time                                 | Carter, Dorough, Littrell, McLean, Richardson                | Babyface                     | 3:56  |
| 10. | Not For Me                           | Lundin, Carlsson, Jake Schulze                               | Lundin                       | 3:15  |
| 11. | Yes I Will                           | Brian Kierulf, McLean, Josh M. Schwartz                      | Timmy Allen                  | 3:50  |
| 12. | It's True                            | Richardson, Martin, Carlsson                                 | Magnusson, Kreuger           | 4:14  |
| 13. | How Did I Fall in Love with You?     | Howie Dorough, Fromm, MacColl                                | Allen                        | 4:04  |

| 14. | Shape of My Heart (Soul Solution Radio Mix) | Martin, Rami, Miskovsky | Martin | 2:51 |
| 15. | All I Have to Give (Acapella)               | Full Force              |        | 3:48 |
| 16. | The Call (Neptunes Remix)                   | Max Martin, Rami Yacoub |        | 3:53 |

### Fotnoter
1. ↑  Manning, Kara (30 juni 2000). ”News - Articles - 1425152”. Mtv.com. Arkiverad från originalet den 20 september 2008. https://web.archive.org/web/20080920014533/http://www.mtv.com/news/articles/1425152/20000630/backstreet_boys.jhtml. Läst 6 oktober 2011.
2. ↑  ”News - Articles - 1425143”. Mtv.com. 19 september 2000. Arkiverad från originalet den 3 augusti 2001. https://web.archive.org/web/20010803212929/http://www.mtv.com/news/articles/1425143/20000919/backstreet_boys.jhtml. Läst 6 oktober 2011.